# 蘇聯大學生越境事件
蘇聯大學生越境事件是指1984年11月23日，有一群蘇聯大學生於朝鮮側旅行時，其中一人突然到南側向韓國投誠，朝鮮人民軍隨即鳴槍並越界追捕，引發聯合國軍開槍還擊。

## 背景
在板門店事件前，雙方士兵可暫時性跨越邊境，進行非軍事攻擊而不被對方追擊；事件後此項默契已取消。

## 结果
該蘇聯大學生雖順利進入韓國並轉往美國，但此事件造成3名朝鮮人民軍與1名聯合國軍死亡。

## 朝鲜的主张
朝鮮認為該越境者身分並非學生，而是蘇聯驻朝鲜的一名年輕外交官，名為雅哥布雷维奇·马斯古夫。因此此事件應視為叛逃事件，而非僅僅是越境事件。